# Municipio de Albany (Arkansas)
El municipio de Albany (en inglés: Albany Township) es un municipio ubicado en el condado de Nevada en el estado estadounidense de Arkansas. En el año 2010 tenía una población de 528 habitantes y una densidad poblacional de 3,41 personas por km².

## Geografía
El municipio de Albany se encuentra ubicado en las coordenadas 33°39′32″N 93°23′10″O / 33.65889, -93.38611. Según la Oficina del Censo de los Estados Unidos, el municipio tiene una superficie total de 154.95 km², de la cual 154,48 km² corresponden a tierra firme y (0,3 %) 0,47 km² es agua.

## Demografía
Según el censo de 2010, había 528 personas residiendo en el municipio de Albany. La densidad de población era de 3,41 hab./km². De los 528 habitantes, el municipio de Albany estaba compuesto por el 92,99 % blancos, el 2,46 % eran afroamericanos, el 0,38 % eran amerindios, el 0,76 % eran asiáticos, el 0,57 % eran de otras razas y el 2,84 % eran de una mezcla de razas. Del total de la población el 1,33 % eran hispanos o latinos de cualquier raza.